# Christer Svensson (militär)
Krister (Christer) Olof Alvar Svensson, född 3 juli 1950 i Nässjö församling i Jönköpings län, död 5 januari 2023, var en svensk militär.

## Biografi
Svensson avlade gymnasieexamen 1969. Han avlade officersexamen vid Krigsskolan 1972 och utnämndes samma år till fänrik vid Norra Smålands regemente, där han befordrades till löjtnant 1974 och till kapten 1975. År 1983 befordrades han till major i Generalstabskåren. Åren 1984–1985 tjänstgjorde han som detaljchef vid Arméstaben. Han var 1987–1988 kompanichef vid Norra Smålands regemente och 1988–1989 lärare vid Militärhögskolan. Han befordrades 1989 till överstelöjtnant och var 1989–1992 avdelningschef vid Arméstaben. Åren 1992–1993 var han chef för Grenadjärbrigaden och 1993 befordrades han till överste i Generalstabskåren. År 1994 tjänstgjorde han som bataljonschef för BA02, vilken var den andra bataljonen i Nordbat 2. Åren 1994–1995 var han infanteri- och kavalleriinspektör, tillika chef för Arméns infanteri- och kavallericentrum. Åren 1995–1997 var han ställföreträdande brigadinspektör vid Arméns brigadcentrum. Åren 1997–1998 var han chef för Mekaniksektionen vid Arméns taktiska centrum, varefter han 1998–2000 var chef för Livregementets grenadjärer tillika befälhavare för Örebro försvarsområde. Han var chef för Redovisningsavdelning Bergslagen 2000–2004 och försvarsattaché vid ambassaderna i Sarajevo och Zagreb 2004–2007.